# Habenaria yuana
Habenaria yuana là một loài thực vật thuộc họ Orchidaceae. Đây là loài đặc hữu của Trung Quốc.